# Gael Acosta
Carlos Gael Acosta Zavala (Los Mochis, 26 marzo 1992) è un calciatore messicano, attaccante del Venados.

## Carriera
Ha giocato nella massima serie messicana.